# Endocytoza zależna od klatryny
Endocytoza zależna od klatryny (ang. clathrin-mediated endocytosis) – rodzaj transportu pęcherzykowego umożliwiającego komórce pobieranie substancji z zewnątrz (endocytoza). Mechanizm jest oparty na formowaniu się pęcherzyków otoczonych płaszczem z klatryny. Zachodzi w komórkach eukariotycznych i uczestniczy w przewodnictwie nerwowym oraz transdukcji sygnału.

## Etapy endocytozy zależnej od klatryny
Wyróżnia się pięć głównych etapów endocytozy zależnej od klatryny, w których uczestniczy wiele białek receptorowych.

### Nukleacja
Pierwszym etapem jest tworzenie się wgłębienia w błonie komórkowej nazywanego dołkiem. Za generowanie krzywizn błony odpowiedzialne jest białko zawierające domenę F-BAR (FCHO protein). Aktywowane są białka nucleation module, wyznaczające stronę błony, po której ma gromadzić się klatryna oraz formować pęcherzyk.

### Wybór ładunku
Następuje selekcja  ładunku, w której bierze udział wiele białek pomocniczych. Główną rolę odgrywa białko należące do grupy białek adaptorowych – AP2, będące łącznikiem między ładunkiem a klatryną.

### Tworzenie płaszcza
Połączenie AP2 i klatryny inicjuje polimeryzację triskelionów klatryny w pięcio- i sześciokąty. Powstałe polimery tworzą płaszcz wokół powstającego pęcherzyka.

### Odłączanie pęcherzyka
Białka posiadające domenę BAR powodują gromadzenie się dynaminy wokół szyjki pęcherzyka. Dzięki hydrolizie guanozynotrifosforanu (GTP) dynamina zaciska się, powodując przerwanie szyjki pęcherzyka i odłączenie go od błony.

### Odrzucenie płaszcza
Płaszcz klatrynowy rozpada się dzięki białku HSC70 (ATPase heat shock cognate 70) oraz kofaktorom auksylinie lub  białku GAK (cyklin G-associated kinase).  Pęcherzyk z ładunkiem wędruje do komórki, a cząsteczki klatryny mogą być powtórnie wykorzystane do tworzenia płaszcza, co nazywa się recyklizacją.